# Дубовый Гай (железнодорожный разъезд, Саратовская область)
Дубовый Гай — железнодорожный разъезд (населённый пункт) в Хвалынском районе Саратовской области, в составе сельского поселения Сосново-Мазинское муниципальное образование.
Население - 0 (2010)
Населённый пункт расположен при железнодорожном разъезде (объект транспортной инфраструктуры) Дубовый Гай. Разъезд введён в эксплуатацию 1 ноября 1942 года в рамках участка Сенная - Сызрань, являющегося частью так называемой "Волжской рокады", меридиональной железнодорожной магистрали, построенной в прифронтовых условиях вдоль правого берега Волги.
Разъезд расположен примерно в 31 к западу (по прямой) от города Хвалынска и 3 км к северо-востоку от села Дубовый Гай.

## Население
Динамика численности населения по годам:
| Годы      | 2002 |
| --------- | ---- |
| Население | 5    |

| 2002 | 2010 |
| ---- | ---- |
| 5    | ↘0   |

Национальный состав
Согласно результатам переписи 2002 года население составляли русские (100 %).